# Comic Toranoana
Comic Toranoana (コミックとらのあな) — магазин додзінсі, яким керує Toranoana Inc. (株式会社 虎の穴). Цей магазин спеціалізується на продажі товарів, пов’язаних із манґою.. Також відомий під назвою «Тораноана» або просто «Тора».

## Про компанію
Назва «Toranoana» походить від назви однойменної компанії професійного реслінгу з аніме-серіалу «Маска тигра» .
У 1996 році компанія була заснована як yugen kaisha . Незабаром компанія розширилася, з Акіхабарою як центром цього розширення, до багатьох місць у Токіо та інших великих містах. У 2003 році компанія змінила назву на kabushiki kaisha.

## Список магазинів

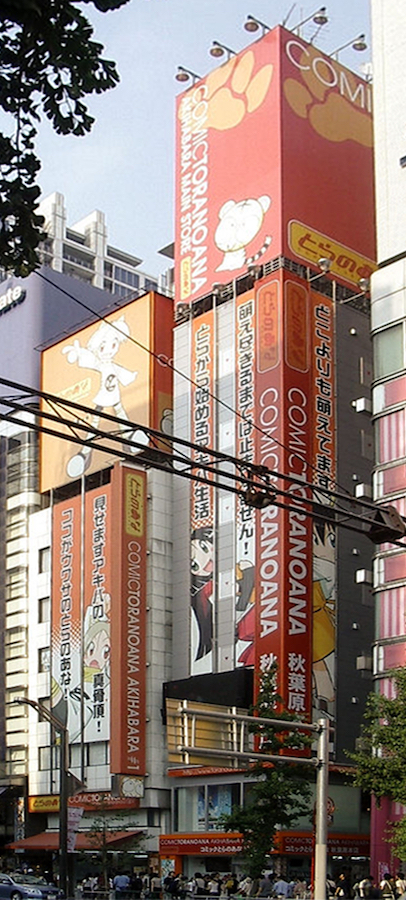
Тораноана Акіхабара

Зараз в Японії працює 15 магазинів, три з яких закрилися кілька років тому.

### Японія
- Магазин Саппоро (Хоккайдо)
- Магазин Сендай (Міяґі)
- Головний магазин Акіхабара (Токіо)
- Магазин Акіхабара №2 (Токіо)
- Магазин Ікебукуро (Токіо)
- Магазин Shinjuku (Токіо)
- Магазин Machida (Токіо)
- Магазин Yokohama (Канаґава)
- Магазин Nagoya (Айті)
- Магазин Umeda (Осака)
- Магазин Namba №1 (Осака)
- Магазин Namba №2 (Осака)
- Магазин Sannomiya (Хіого )
- Магазин Hiroshima ( Хіросіма)
- Магазин Фукуока (Fukuoka)

### Тайвань
- Магазин Тайбей (Тайбей)

## Зовнішні посилання
- Офіційний сайт (яп.)